# Stomopteryx anxia
Stomopteryx anxia är en fjärilsart som beskrevs av Edward Meyrick 1917. Stomopteryx anxia ingår i släktet Stomopteryx och familjen stävmalar. Inga underarter finns listade i Catalogue of Life.